# La Comtesse aux pieds nus
Pour plus de détails, voir Fiche technique et Distribution.
La Comtesse aux pieds nus (The Barefoot Contessa) est un film américain réalisé par Joseph L. Mankiewicz, sorti sur les écrans en 1954.

## Synopsis
Lors de l'enterrement de Maria Vargas, Harry Dawes, metteur en scène à Hollywood, voit défiler toute la vie de la défunte à partir du jour où il a fait sa connaissance. Par une série de flashbacks, nous assistons ainsi à la « découverte » de Maria, alors danseuse dans un night-club de Madrid, par le producteur Kirk Edwards et son équipe. D'abord réticente à l'idée de faire du cinéma, Maria se laisse finalement convaincre par Harry.
Nouveaux flashbacks : Maria est maintenant une star hollywoodienne qui a pris le nom de « d'Amata ». Encensée par le public, la jeune femme n'est pourtant pas heureuse et ne se sent guère à sa place. Elle retourne à Madrid pour défendre son père accusé d'avoir tué sa mère et, victorieuse, revient à Hollywood. Plus tard, courtisée par le milliardaire sud-américain Alberto Bravano, Maria quitte Kirk Edwards qui a exercé son autorité sur elle et part en croisière ; l'ex-agent de presse de Kirk, Oscar Muldoon, les accompagne.
Oscar prend alors la parole dans le cimetière pour narrer leur voyage. Une querelle oppose Bravano à Maria dans un casino et la jeune femme le quitte en compagnie de son défenseur, le comte Torlato-Favrini.
Le comte continue le récit et décrit l'idylle qui se noue bientôt entre lui-même et Maria, malgré la désapprobation de sa sœur aînée, seule consciente qu'il n'est pas un homme comme les autres. Le mariage a lieu et le rêve de Maria semble se réaliser lorsqu'elle apprend la terrible vérité : blessé en 1942 pendant la guerre en Libye, son mari est impuissant.
C'est Harry qui raconte la fin de l'histoire : quelques mois après sa lune de miel, Maria revient se confier à son ami. Elle lui apprend qu'elle est enceinte d'un domestique et va l'avouer à son mari le soir même. Mais lorsque Harry, inquiet, arrive chez eux, le comte a tué Maria et son amant.
À la fin de la cérémonie, Harry rentre chez lui : il aura « une bonne journée de travail » le lendemain.

## Fiche technique
- Titre français : La Comtesse aux pieds nus
- Titre original : The Barefoot Contessa
- Réalisation : Joseph L. Mankiewicz, assisté de Bernard Vorhaus et Jean-Pierre Mocky (non crédité)
- Scénario : Joseph L. Mankiewicz
- Musique : Mario Nascimbene
- Directeur de la photographie : Jack Cardiff
- Décors : Arrigo Equini
- Costumes : Fontana
- Montage : William Hornbeck
- Production : Joseph L. Mankiewicz et Franco Magli
- Société de production : Figaro Inc. et United Artists
- Société de distribution : United Artists
- Pays : États-Unis
- Langue : anglais
- Format : Technicolor
- Tournage : du 11 janvier au 29 mars 1954
- Durée : 128 minutes
- Genre : drame
- Date de sortie : 29 septembre 1954 (États-Unis)
- Affiche : Henri Cerutti (France)

## Distribution

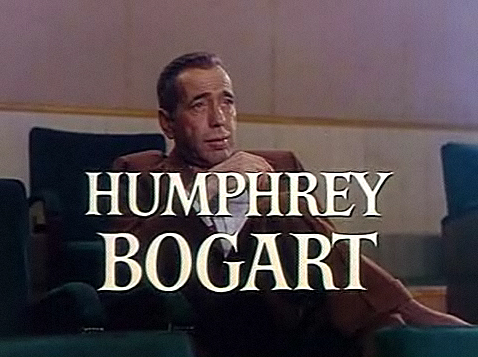
Humphrey Bogart dans le film.

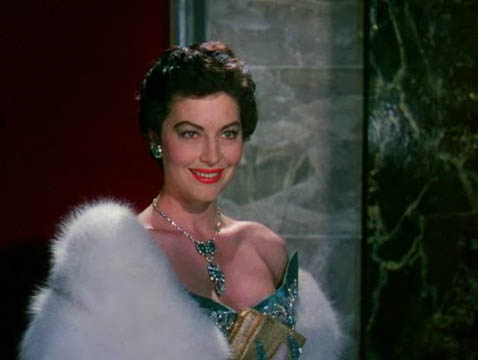
Ava Gardner dans le film.

- Humphrey Bogart (VF : Jean Martinelli): Harry Dawes
- Ava Gardner (VF : Jacqueline Ferrière) : Maria Vargas
- Edmond O'Brien (VF : Fernand Rauzena) : Oscar Muldoon
- Valentina Cortese (VF : Nadine Alari) : Eleanora Torlato-Favrini
- Marius Goring : Alberto Bravano
- Rossano Brazzi (VF : Roland Menard) : le comte Vincenzo Torlato-Favrini
- Elizabeth Sellars (VF : Lily Baron) : Jerry Dawes
- Warren Stevens (VF : Roger Rudel) : Kirk Edwards
- Franco Interlenghi : Pedro
- Mari Aldon (VF : Claire Guibert) : Mirna
- John Parrish  (V.F : Abel Jacquin) : Max Black
- Bessie Love : Mrs. Eubanks
- Diana Decker : La blonde ivre
- Bill Fraser : J. Montague Brown
- Tonio Selwart : Un prétendant
- Gertrude Flynn : Lulu McGee

## Autour du film

### Pré-production
En 1954, Mankiewicz s’affranchit de la tutelle des grands studios et fonde sa propre maison de production « Figaro Inc. » ; La Comtesse aux pieds nus sera sa première production.
Le rôle de Maria Vargas fut proposé à Rita Hayworth ; elle le refusa, ne désirant pas tourner sa propre biographie. La Comtesse aux pieds nus ne pouvait être qu’un grand rôle féminin, et plusieurs actrices s’y intéressèrent aussitôt : d’abord Jennifer Jones mais aussi Elizabeth Taylor et Yvonne De Carlo (qui prétendirent par la suite avoir refusé le rôle) ; on parla aussi de Joan Collins, Bella Darvi, Rossana Podestà et Paulette Goddard. Jennifer Jones, passionnée pour le rôle, avait eu tout d’abord l’accord de son mari, le producteur David O. Selznick, mais celui-ci, après avoir lu le livre, s’opposa à ce qu’elle joue le rôle de Maria, sans doute à cause des ressemblances entre le personnage de Kirk Edwards et lui-même. Jennifer Jones tenta de se passer de l’avis de son époux et alla voir Mankiewicz, en pure perte. Linda Darnell, qui fréquentait alors Mankiewicz, mit fin à leur relation quand il refusa de la faire auditionner pour le rôle de Maria. Mankiewicz voulait Ava Gardner : ce fut elle qui l’emporta.
Dès que cette œuvre fut en projet, des rumeurs coururent les milieux cinématographiques, vantant l’audace du sujet et prévoyant que le film ferait scandale. On disait que le nouveau scénario de Mankiewicz était basé sur des éléments biographiques de la vie de Rita Hayworth : les origines espagnoles, les débuts dans la danse et les changements de « look », ainsi que les similitudes de personnages entre Kirk Edwards et Harry Cohn, le directeur de la Columbia dont Rita Hayworth était la star, entre Alberto Bravano et Eddy Judson, le premier mari de l’actrice, entre le comte Torlato-Favrini et le Prince Ali Khan, le second mari de Rita, entre Oscar Muldoon et Johnny Meyer, le collaborateur privilégié d'Howard Hughes… Mankiewicz dut pourtant déclarer qu’aucun des personnages n’était réel,.

### Tournage
Le tournage s'est déroulé à Cinecittà, Portofino, Rapallo, Rome, Sanremo, Tivoli. La vue de la Riviera française est celle de Menton depuis Garavan. Le passage de la frontière en voiture par le Comte Torlato-Favrini se fait également à Garavan.

### Éléments du film
« La vie se comporte parfois comme si elle avait vu trop de mauvais films. De ceux qui finissent trop à propos, trop nettement… quand tout s’arrange trop bien. Tel était le début, telle sera la fin : la fermeture en fondu identique à l’ouverture… Lorsque j’ai ouvert en fondu, la comtesse n’était pas comtesse. Ce n’était même pas une vedette nommée Maria d’Amata. Oui, quand j’ai ouvert en fondu, elle s’appelait Maria Vargas et elle dansait dans un night-club de Madrid. » C’est par ces phrases énoncées par la voix rauque d’Humphrey Bogart que s’ouvre le film considéré comme un des chefs-d’œuvre de Joseph L. Mankiewicz, La Comtesse aux pieds nus ; il y est à la fois le metteur en scène, le scénariste et le producteur.

## Citations
« J’ai essayé de faire un conte de fées qui corresponde à la vie d’aujourd’hui, une version amère de Cendrillon. Le prince charmant aurait dû, à la fin, se révéler homosexuel, mais je ne voulais pas aller aussi loin. »

— Joseph L. Mankiewicz.

« Certaines scènes de La Comtesse aux pieds nus ont été pour moi les expériences les plus merveilleuses de ma vie professionnelle, celle en particulier où je devais danser une espèce de flamenco, vêtue d’un pull moulant et d’une jupe en satin ordinaire, aguichant mon cavalier, l’attirant plus près de moi, me dérobant à son étreinte, me servant de mon corps pour le tourner en ridicule. Non seulement j’étais de plus en plus fascinée par les rythmes romantiques du flamenco, mais c’était la première fois que je dansais dans un film et je me suis entraînée tous les soirs, sur ces froids carrelages romains, pendant trois semaines entières. Nous avons tourné la séquence dans une oliveraie de Tivoli, loin de l’Espagne, avec une centaine de gitans frappant dans leurs mains tandis que le disque tournait sur un phonographe. Lorsque le phono a rendu l’âme, ils ont continué de taper dans leurs mains et c’est cette prise que nous avons conservée. »

— Ava Gardner.

## Critique
« On n’oubliera pas de sitôt (…) le chant passionné de La Comtesse aux pieds nus, éblouissant film sphinx aux mille facettes, combat désespéré d’une héroïne à l’inutile splendeur contre un monde sordide… » Jean-Pierre Coursodon et Bertrand Tavernier

## Récompenses et distinctions
- Oscar du Meilleur second rôle masculin pour   Edmond O'Brien en 1954.
- Nomination aux Oscars de la Meilleure histoire et du Meilleur scénario original pour Joseph L. Mankiewicz
- Golden Globe du Meilleur second rôle masculin pour Edmond O'Brien.
- Nomination aux Writers Guild of America du Meilleur écrivain dramatique américain pour Joseph L. Mankiewicz.